# Öngyilkos merénylő
Öngyilkos merénylő alatt olyan személyt értünk, aki élete feláldozásával pusztít el más embereket vagy értékeket. Célpontjai lehetnek civilek (étterem, utcafront, aluljáró, családi ház stb.) vagy katonai/politikai célpontok, (pl. rendőrőrs, kormányépület, katonai erőd, (légi)támaszpont, tank stb.) Tettei mögött többféle indok állhat: vallási fanatizmus/meggyőződés, feljebbvalói parancs (szélsőségeseknél), családi konfliktusok, társadalmi kitaszítottság, anyagi kilátástalanság, extrém bosszúvágy stb. Az ilyen emberek többsége mentálisan sérült, ennek ellenére szinte mindig előre kitervelt módon követik el tettüket. Védekezni azért kiemelten nehéz ellenük, mivel fanatizmusuk, elvakultságuk következtében nem jelent számukra értéket saját életük, és ezért nem lehet őket megfenyegetni, nem lehet velük megalkudni, nem lehet nekik semmit ajánlani, ráadásul egyes terrorista sejtekkel ellentétben nem tudni mikor és hol csaphatnak le. A történelem folyamán számos példa volt öngyilkos merénylőkre, pl. a londoni metróban vagy éttermekben. Leggyakrabban pokolgépet szerelnek magukra és azt robbantják fel, de volt már példa öngyújtásra, lenyelt robbanószerkezetre, gránátra taposásra és egyéb extrém esetekre is.